# Босански лонац
Босански лонац је традиционално јело из Босне и Херцеговине. Историчари кулинарских прилика претпостављају да јело има дугу традицију, а да поријекло највјероватније вуче још из средњовјековне Босне, у којој се приправљао као традиционално радничко јело босанских рудара.
Босански лонац је до данас претрпео знатне промјене, јер се првобитно спремао у пуно скромнијем издању него данас. Из кулинарске перспективе ради се о типичном сложенцу, каквог познају и остале кухиње Медитерана.
Најчешћи састојци босанског лонца су: јунетина, јагњетина, кромпир, лук, бијели лук, паприка, патлиџан, парадајз, со, бибер, купус...